# Nowe Grocholice
Nowe Grocholice – wieś sołecka w Polsce położona w województwie mazowieckim, w powiecie pruszkowskim, w gminie Raszyn.
W latach 1975–1998 miejscowość administracyjnie należała do województwa warszawskiego.